# Rena Nōnen
Rena Nōnen (能年 玲奈 Nōnen Rena?,  Kamikawa, prefectura de Hyōgo, 13 de julio de 1993), también conocida bajo su nombre artístico de Non (のん?), es una actriz, modelo y cantante japonesa, afiliada a non inc. Entre 2006 y 2016, Nōnen fue representada por la agencia LesPros Entertainment.

## Filmografía

### Películas
| Año  | Título                                          | Rol               | Notas     | Referencias |
| ---- | ----------------------------------------------- | ----------------- | --------- | ----------- |
| 2010 | Confessions                                     | Shūka Kiritani    |           | [ 6 ]       |
| 2011 | Avatar                                          | Rin Ōkubo         |           | [ 7 ]       |
| 2012 | Karasu no Oyayubi                               | Mahiro Kawai      |           |             |
| 2012 | G'mor evian!                                    | Tomo-chan         |           | [ 8 ]       |
| 2012 | Himawari: Okinawa wa Wasurenai Anohi no Sorao   | Kana Shiroma      |           | [ 9 ]       |
| 2014 | Hot Road                                        | Kazuki Miyaichi   | Principal | [ 10 ]      |
| 2014 | Kuragehime                                      | Tsukimi Kurashita | Principal | [ 11 ]      |
| 2016 | Kono Sekai no Katasumi ni                       | Suzu Hōjō (voz)   | Principal | [ 12 ]      |
| 2019 | In This Corner (and Other Corners) of the World | Suzu Hōjō (voz)   | Principal |             |
| 2020 | Stardust Over the Town                          | Ai Kumabe         |           |             |
| 2020 | Hold Me Back                                    | Mitsuko Kuroda    | Principal | [ 13 ]      |

### Series de televisión
| Año  | Título                                             | Rol            | Notas      | Referencias |
| ---- | -------------------------------------------------- | -------------- | ---------- | ----------- |
| 2010 | Shin Keishichō Sousa Ikka 9 Gakari Season 2        | Mirai Ichinose | Episodio 7 | [ 14 ]      |
| 2011 | You Taught Me All the Precious Things              | Rena Tokunaga  |            | [ 3 ]       |
| 2011 | Kokosei Restaurant                                 | Maho Miyazawa  |            | [ 15 ]      |
| 2011 | Kaitō Royale                                       | Kaede Hatomura |            | [ 16 ]      |
| 2012 | Kagi no Kakatta Heya                               | Rina Mizuki    |            | [ 17 ]      |
| 2012 | Summer Rescue                                      | Mako Suzuki    |            | [ 18 ]      |
| 2013 | Amachan                                            | Aki Amano      | Principal  |             |
| 2014 | Yonimo Kimyōna Monogatari '14 Haru no Tokubetsuhen | Kaoru Asahina  | Episodio 3 | [ 19 ]      |